# Bartolommeo Gamba
Bartolommeo Gamba (* 16. Mai 1766 in Bassano del Grappa; † 3. Mai 1841 in Venedig) war italienischer Bibliograph und Biograph.
Gamba kam im Alter von zehn Jahren als Gehilfe in die Buchdruckerei der Familie Remondini in Bassano del Grappa, wo er sich durch Privatfleiß zum Bibliographen ausbildete. Er gründete nach Remondinis Tod eine eigene Buchhandlung in Padua und erwarb in der Folge die unter dem Namen Alvisopoli bekannte Buchdruckerei in Venedig. 1811 zum Zensor der adriatischen Provinzen, später zum Vizebibliothekar der Biblioteca Marciana in Venedig ernannt, starb er am 3. Mai 1841 daselbst während einer Lesung aus seiner Biographie über Lorenzo da Ponte.

## Veröffentlichungen (Auswahl)
Seine Hauptwerke sind:
- Serie dell’edizioni dei testi di lingua italiana (Bassano 1805; 4. Aufl., Venedig 1839)
- Narrazione de’ Bassanesi illustri (Bassano 1807)
- Galleria dei letterati ed artisti illustri delle provincie venete nel secolo XVIII (mit Negri und Zendrini, Venedig 1824, 2 Bde.)
- Elogi d’illustri Italiani (Venedig 1829)
- Catalogo delle piu importanti edizioni della Divina Commedia (Padua 1832)
- Bibliografia delle novelle italiane in prosa (2. Aufl., Florenz 1835)

Eine Sammlung kleinerer Arbeiten erschien unter dem Titel: Alcune operette (Mailand 1827).